# Kay Mierendorff
Kay Mierendorff (* 3. Juni 1946 in Berlin; † 10. Oktober 2012 in Naples (Florida), Vereinigte Staaten) war ein West-Berliner Fluchthelfer.

## Leben
Mierendorff war ein Neffe des Politikers Carlo Mierendorff und lebte in Berlin-Steglitz. Er verhalf über 1000 DDR-Bürgern zur Flucht nach West-Berlin. Im Jahr 1982 entging Mierendorff nur knapp dem Tod durch einen Sprengstoffanschlag des Ministeriums für Staatssicherheit. Durch diesen Briefbombenanschlag wurde er schwerverletzt: „Mierendorffs rechte Hand wurde halb zerfetzt, beide Trommelfelle waren zerstört (Hörverlust), das rechte Auge trat aus der Höhle, das Gesicht war mit Wunden übersät, Bauchdecke und Leber aufgerissen, der Darm verletzt und tiefe Einrisse in Oberarm und Brust.“ Er hatte mehrere Anschläge der Stasi vereitelt, aber danach wurde ihm „Deutschland zu heiß“ und er siedelte nach Florida über. Mierendorffs Frau starb an den Spätfolgen des Anschlags.